# Les Flots du Danube
Les Flots du Danube (ou Les Vagues du Danube ; roumain : Valurile Dunării, serbe : Дунавски валови / Dunavski valovi, allemand : Donauwellen, russe : Дунайские волны, anglais : Waves of the Danube) est une valse composée par Iosif Ivanovici, compositeur roumain, d'origine serbe.
Elle a été publiée pour la première fois à Bucarest en 1880.
Avec cette valse (dans l'orchestration réalisée par Emile Waldteufel environ trois ans auparavant), Iosif Ivanovici a remporté un prix de composition à l'Exposition universelle de Paris de 1889. 
La valse est très populaire dans le monde et rivalise avec Le Danube bleu de Johann Strauss II. En fait, elle est souvent attribuée à lui à tort,,.

## Versions et enregistrements
La mélodie principale de cette valse a été adaptée en anglais sous le titre Anniversary Song  (« Oh, how we danced on the night we were wed »), c'est la chanson qu'Al Jolson et Saul Chaplin chante dans le film Le Roman d'Al Jolson (anglais : The Jolson Story) paru en 1946.